# Auguste von Harrach
Augusta von Harrach, née le 30 août 1800 à Dresde (électorat de Saxe), et morte le 5 juin 1873 à Bad Homburg vor der Höhe (royaume de Prusse), est la seconde épouse du roi Frédéric-Guillaume III de Prusse.

## Biographie
Fille du comte Ferdinand Joseph Harrach von Rohrau und Thannhausen (1763-1841) et de Christiane von Rayski (1767-1830), Augusta Harrach von Rohrau und Thannhausen est un membre de la branche cadette de la maison médiatisée Harrach. 
C'est en 1822, en Bohême autrichienne, au cours d'un séjour dans la ville d'eau de Teplitz que se sont rencontrés le roi de Prusse quinquagénaire et veuf depuis 12 ans et la jeune comtesse von Harrach. A la différence d'âge et de rang s'ajoutait la différence de religion, le roi étant calviniste et la jeune fille catholique. 
Nonobstant les différences et pour éviter le scandale, le couple s'est marié secrètement à Berlin au château de Charlottenbourg le 9 novembre 1824. Dans la mesure où, contrairement à la branche aînée de sa maison, la branche cadette à laquelle appartenait la mariée n'avait pas de droit souverain, le second mariage du roi sera considéré comme morganatique et la jeune femme sera titrée princesse de Liegnitz et de comtesse de Hohenzollern. Dans de nombreux milieux, le mariage fut accueilli avec une grande surprise et certains refusèrent d'abord de le croire. Aux critiques, le roi répondra avec élégance et diplomatie qu'il ne souhaitait pas avoir une autre reine après sa première, l'héroïque et populaire reine Louise.

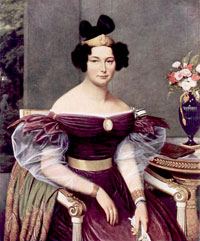
La princesse de Liegnitz
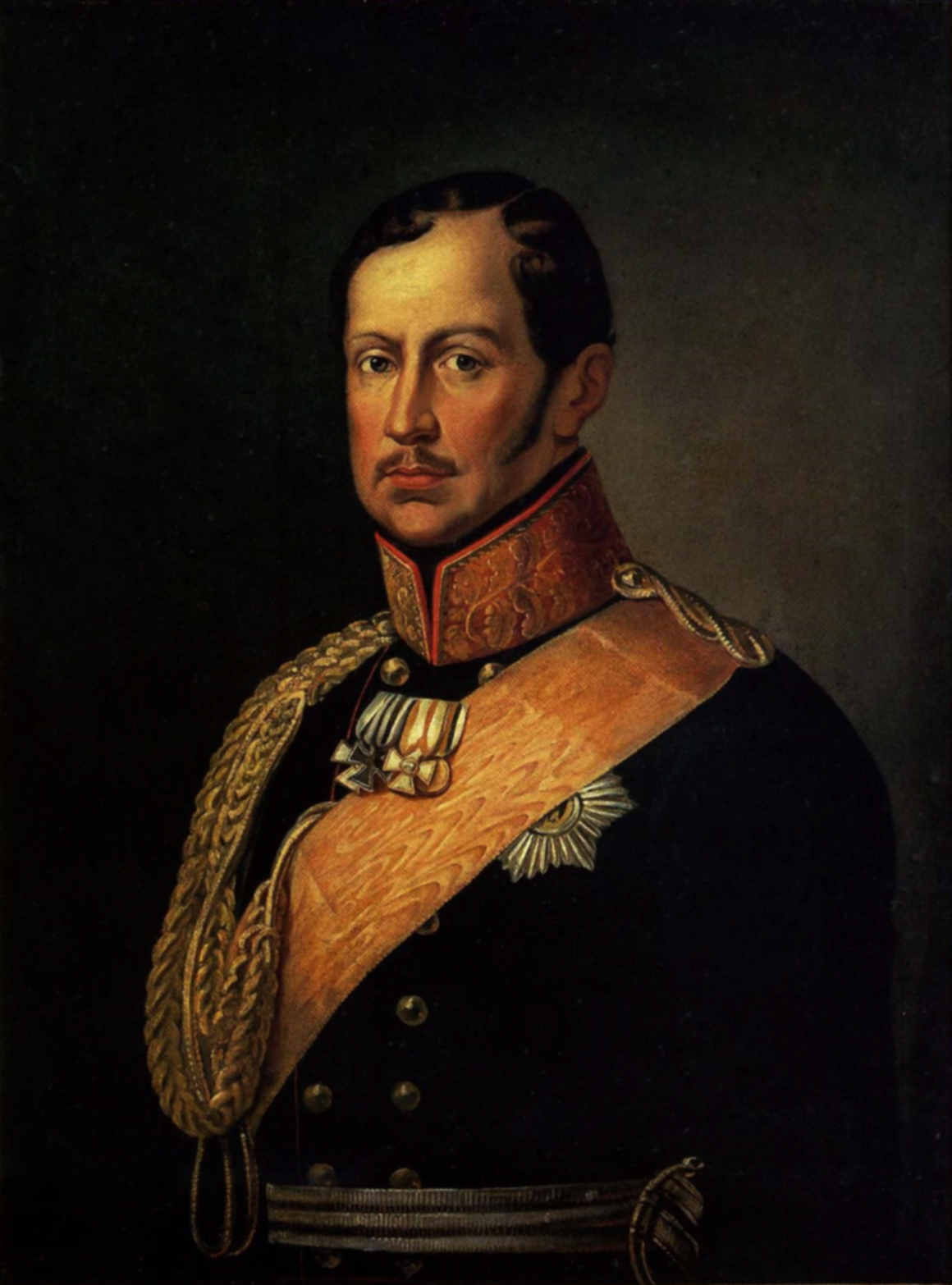
Le roi Frédéric-Guillaume III (vers 1840)

Le protocole n'accordait aucune place à l'épouse morganatique du roi qui, officiellement, n'était pas membre de la dynastie. La princesse de Liegnitz se convertit au protestantisme en 1826. Elle mena une vie effacée, loin des intrigues de la cour et de la politique. Elle n'eut pas d'enfants et soigna le roi avant sa mort en 1840. Elle fut autorisée à assister aux funérailles de son époux, alors qu'on le lui avait initialement interdit. 
Son beau-fils, le roi Frédéric-Guillaume IV de Prusse lui fit octroyer une importante pension et l'autorisa à vivre dans le palais royal en tant que veuve du roi. La révolution de Mars la vit unie à la famille royale.
Ayant retrouvé une certaine liberté d'action à l'aube de la vieillesse, elle fit de nombreux voyages au cours de ses dernières années, en l'Italie et en Angleterre. Elle vécut assez longtemps pour voir la Prusse édifier l'Empire allemand à son profit et son second beau-fils devenir l'empereur Guillaume Ier. Elle était également la marraine de son neveu, le peintre Ferdinand von Harrach en 1832. Elle s'éteignit à l'âge de 72 ans dans la ville thermale de Bad Homburg vor der Höhe.